# Cinéma bolivien
L'histoire du cinéma bolivien débute à La Paz le  21 juin 1897 avec la première projection cinématographique publique de Bolivie. Les premières prises de vues locales connues ont été tournées vers 1904. Les premiers films-documentaires boliviens datent de 1912 et sont l’œuvre de Luis Castillo et J. Goytisolo. Corazón Aymara, film perdu réalisé par Pedro Sambarino en 1926 et considéré comme le premier long métrage réalisé en Bolivie, marque la naissance d'un cinéma tourné vers les préoccupations sociales et inspiré par la littérature indigéniste et la forte présence indienne dans le pays. Plusieurs œuvres sont d'ailleurs censurées,. 
La guerre du Chaco (1933-1936) met un terme à cette époque. La production de documentaire d'actualités, soutenue par le pouvoir en place, reste très importante: la guerre est à l'origine du premier film sonore bolivien, La guerra del Chaco (Luis Bazoberry, 1936).
Entre 1930 et 1940, pratiquement aucun film n'est réalisé.
Le cinéma bolivien renait à la révolution de 1952 avec la création de l'Instituto cinematografico boliviano (ICB, mars 1953). En 1956, le film-documentaire de Jorge Ruiz Vuelve Sebastiana,traitant des Indiens chipayas, recevait un prix international.
Le plus célèbre réalisateur bolivien est incontestablement Jorge Sanjinés, auteur d'un cinéma engagé qui dénonce l'exploitation des communautés indigènes : Ukamau (primé à la Semaine de la critique du Festival de Cannes 1967), son chef-d'œuvre Le Sang du condor (Yawar mallku, primé à la Mostra de Venise 1969), Le Courage du peuple (primé à la Berlinale 1972), La Nation clandestine (coquille d'or du Festival de Saint-Sébastien 1989). Sanjinés et son groupe Ukamau encouragent le développement du cinéma bolivien, et créent la première école et le premier ciné-club national.
Récemment, deux films réalisés en Bolivie par des cinéastes espagnols ont été loués par la critique : Même la pluie d'Icíar Bollaín en 2010 et Blackthorn de Mateo Gil en 2011.

## Exploitation cinématographique
En 2009 la Bolivie possédait 16 salles de cinémas, dont 7 à La Paz, 3 à Cochabamba, 2 à Santa Cruz, 2 à Potosí, 1 à Sucre et 1 à Tarija.

### Catégories
- Réalisateurs de cinéma bolivien(ne)s (en), réalisateurs boliviens
- Scénaristes boliviens (en)
- Acteurs et actrices de cinéma bolivien(ne)s (en)